# 生命存在指標
生命存在指標（英語: biosignature）は生命の兆候を観測するために用いられる各種の指標のことである。

## 名称
英語のbiosignatureは「生命存在指標」と訳される。しかし、日本においてbiosignatureの定着した音写が存在しないため、日本天文学会の天文学辞典においては「バイオシグナチャー」、アストロアーツのニュース記事内では「バイオシグネチャー」、小学館が刊行する大辞泉においては「バイオシグニチャー」などと多数の表記ゆれが存在する。また「バイオマーカー」という表記が使用されることもあるが、疾病の存在やその進行度を予測するために使用されるタンパク質の濃度などのこともバイオマーカーと表現されるため、注意が必要である。
本記事内では混乱を回避するため、天文学辞典に示された日本語訳の「生命存在指標」を使用する。

## 生命存在指標とされるもの
生命存在指標にはサンプル現物の直接的な分析で得られるものと、リモートセンシングによる検出を前提としたものがある。過去の地球や太陽系内の天体であれば直接サンプルを入手できる可能性があるが、太陽系外惑星の生命存在指標の研究では専らリモートセンシングが想定される。リモートセンシングにより検出可能な生生命存在指標は次の3種類に大別される。
気体生命の代謝によって化学平衡から逸脱した特異な大気組成が生じ、それは分光観測によって検証可能である。その組成が非生物的プロセスで生じた可能性が十分に排除できるならば、生命存在指標となり得る。地球大気中に存在する分子酸素やオゾンがその例である。もっとも、酸素やオゾンは水蒸気の光分解で非生物的に発生しうるため、現在では単に酸素やオゾンを検出するだけでは生命存在指標にはならないと見なされるようになっている。
地表惑星の広範囲に生物が存在する場合、惑星の直接観測によって観測される光の分光特性に特異なパターンが生じ得る。レッドエッジ（後述）がその例である。この種の生命存在指標は高コントラスト撮像法による地球型惑星の直接観測で検出可能である。
時間変化惑星の自転や季節変動に伴い生物の活動性の時間変化があれば気体や地表指標の時間変化を示すはずであり、非生物的プロセスでは説明できないような時間変化が存在すればそれは生命存在指標の一つとなる。

### レッドエッジ

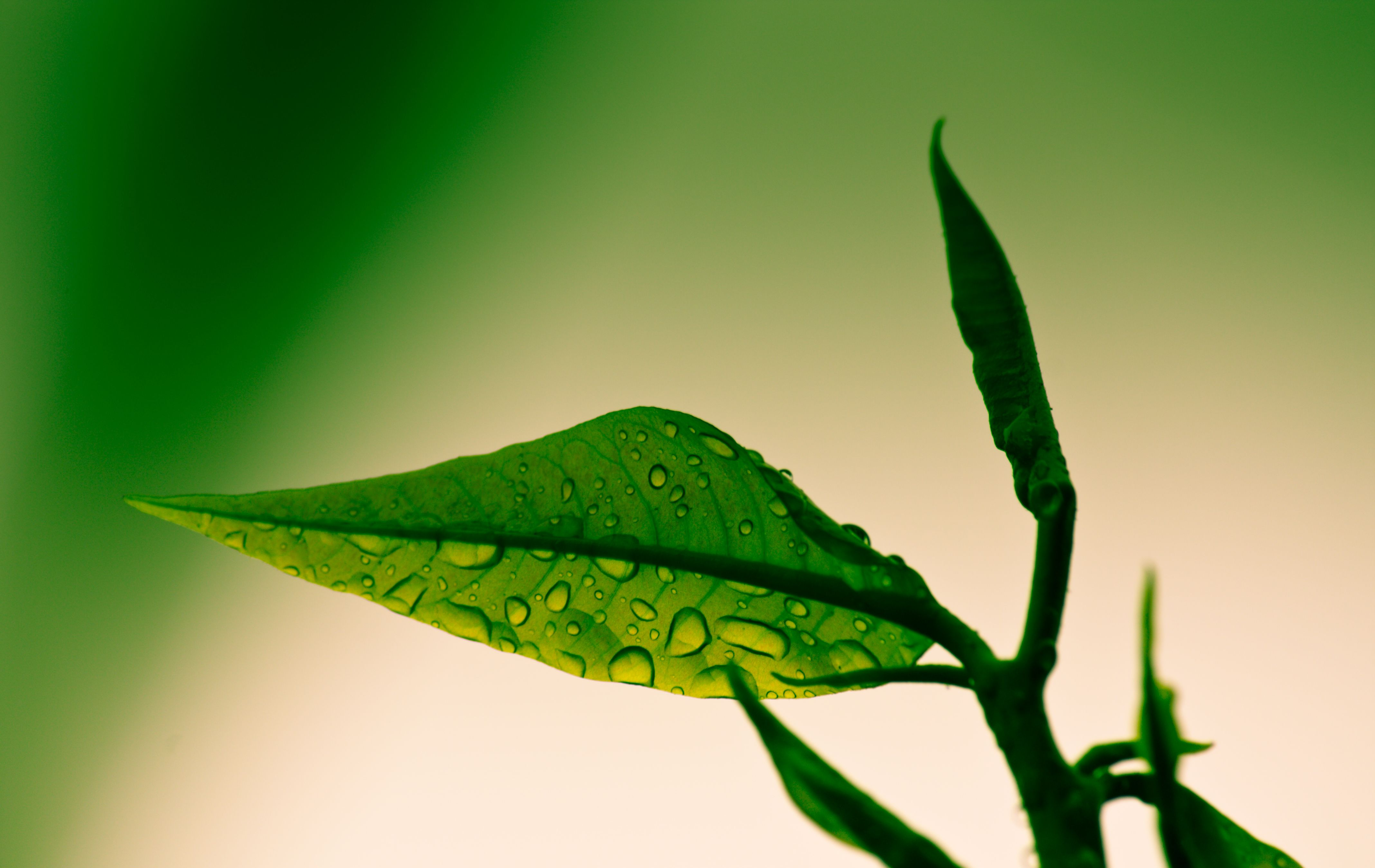
植物の多くは緑色に見える

植物の多くは緑色に見えるが、これは可視光領域において植物は光合成に必要な赤や青色の光を反射せず、不要な緑色の光を多く反射するためである。すなわち700nmの波長で急激に反射率が上昇したことが観測されたのならば、植物が存在する可能性が高くなる。

### 生物起源の物質

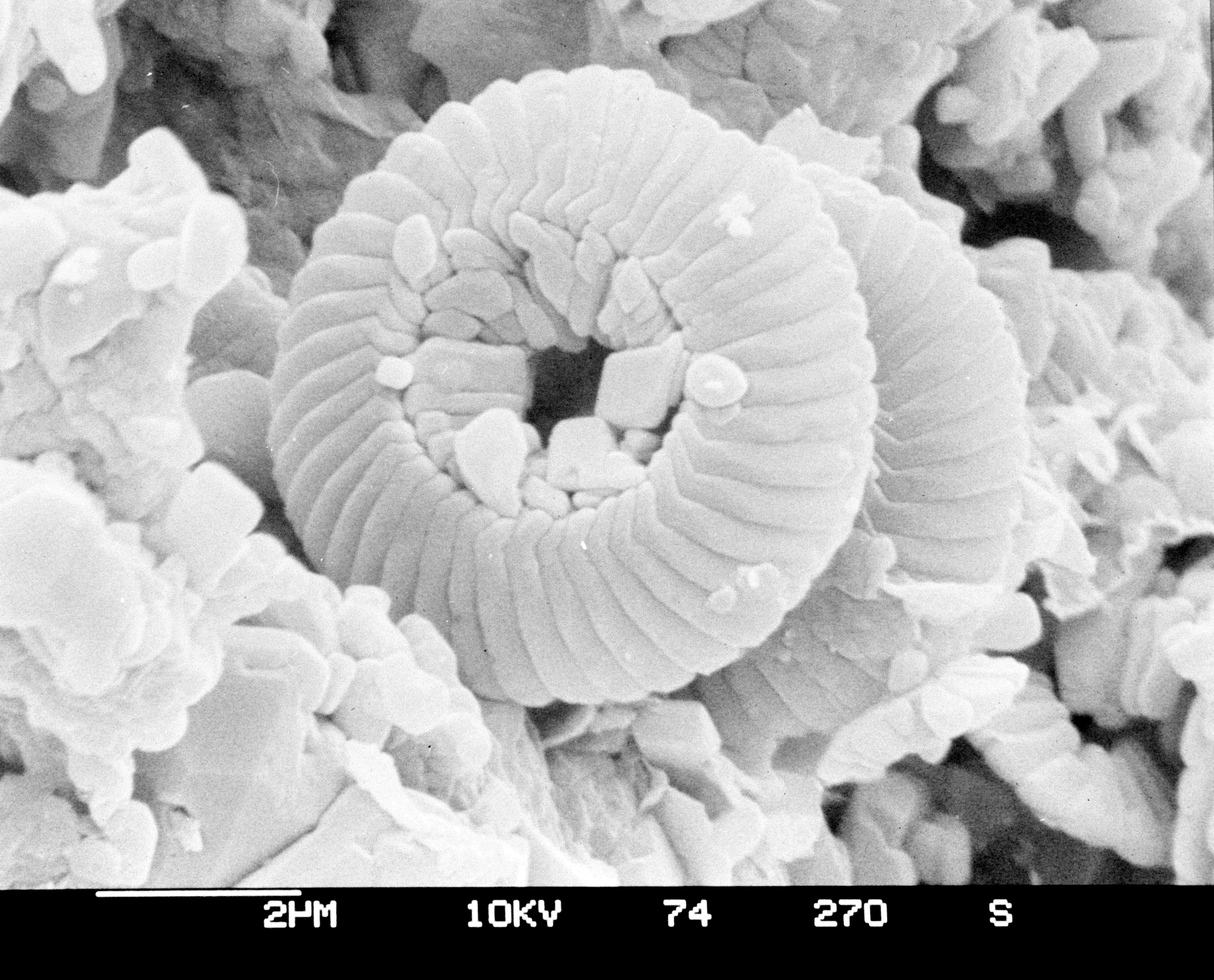
電子顕微鏡で観察された深海掘削計画において採集された微化石

過去に生命が存在したか、またどのような生物が存在したかを調査する際に、生物由来の物質や形状を観測することによって目的を達しようと試みられることがあり、これも生命存在指標の一つとして扱われる。
一つの例としては微化石やストロマトライトの存在が挙げられる。その他にも核酸、脂質、タンパク質、アミノ酸、ケロゲンのような物質、岩石や堆積物で検出可能な様々な特徴など、様々な生命存在指標を生物は作り出すため、これらを観測することで生命の存在及び種類を同定することが可能となる。これらの例として、炭酸塩岩中のバクテリアが形成する細孔は、生物によらない形成と比較してサイズ、形状、パターンが異なることが挙げられる。
隕石の一部にもこれらの特徴がみられることがあり、火星由来のALH84001隕石内に存在する磁鉄鉱は生物由来なのではないかと議論された。しかしながら、2019年にこの磁鉄鉱は生物由来と考えると小さすぎるという意見が出され、現在では単なる形状だけでは生命発見のツールとして利用できないというコンセンサスがとられている。